# Каменная Могила
Ка́менная Моги́ла (укр. Кам'яна́ Моги́ла) — небольшой изолированный массив песчаника, размерами примерно 240 на 160 метров, состоящий из крупных каменных глыб высотой до 12 метров. Находится в долине реки Молочной в Запорожской области Украины. Предположительно возник при отвердении песчаных масс (суглинков) бывшей отмели Сарматского моря под влиянием местных минералов (латерит), содержащих железо. В дальнейшем подвергался корразии и эрозии, в том числе продолжительное время будучи островом реки Молочной.
Использовался древним человеком в качестве святилища и содержит уникальные петроглифы.

## География
Каменная Могила расположена в 2 км от посёлка Мирное Мелитопольского района Запорожской области и представляет собой нагромождение камней площадью около 30 000 м², высотой до 12 метров. Нагромождение по форме напоминает курган (укр. могила), отсюда и происходит её название. Каменная Могила вначале, вероятно, представляла собой песчаниковую отмель Сарматского моря, единственный выход песчаника во всей азовско-чёрноморской впадине, что делает её уникальным геологическим образованием. После ухода воды Сарматского моря бывшая отмель осталась песчаным массивом, вершина которого (предположительно вследствие влияния железа латеритовых суглинков) превратилась в твёрдый песчаник. Этот массив песчаника размером 240 на 160 метров поверх мелкозернистого песка оказался на пути старого русла реки Молочной и продолжительное время (до обмеления реки и смещения русла на запад) оставался островом в русле реки. В результате водной и воздушной эрозии, массив песчаника сильно осел и постепенно раскололся на множество кусков. В настоящее время Каменная Могила представляет собой песчаный холм, покрытый крупными каменными глыбами. Среди нагромождения камней множество естественных пустот — гротов, проходов и тому подобного.

## История открытия
Первым упомянул Каменную Могилу — «большую скалистую гору, по ту сторону реки (Молочной), которую издали можно было принять за большое селение» в 1739 году в своей «Истории жизни и путешествий» участник российско-турецкой войны 1735—1739 гг., лейб-медик армии российского генерал-фельдмаршала П. П. Ласси, член Германской академии естествоиспытателей, доктор медицины Иоганн Якоб Лерхе. В 1778 году во время российско-турецкой войны 1778—1791 гг. А. В. Суворов поставил здесь пост для охраны почтового тракта.
Первым исследователем, упомянувшим Каменную Могилу, был Пётр Кёппен. В 1837 году, во время поездки по Приазовью для составления «Описи памятников древности», в своём дорожном дневнике он писал: 

Каменная Могила — так в Мелитопольском уезде называется бугор, состоящий из огромных груд песчаника и находится на правом берегу реки Молочной… взгромождённые тут природою камни, то выступают из земли, то склоняясь в противоположные стороны, образуют как бы навесы…один из моих проводников, в детстве с товарищами, видел на стенах надписи, из коих одна была длиною в аршин и более….
Автором одного из самых первых геологических описаний Каменной Могилы был Н. А. Соколов. В 1889 году Н. И. Веселовский первым из исследователей произвёл здесь раскопки. Раскапывая неподалёку от Каменной Могилы другой курган, археолог выехал к селу Терпенье «для проверки слухов». Веселовский обнаружил «каменный курган», предположил, что это искусственное сооружение, в 1890 году раскопал несколько пещер, но, не обнаружив ни кладов, ни погребения, разочаровался и прекратил работу, оставив лишь короткую незначительную запись о Каменной Могиле.
С 1932 года памятником заинтересовались сотрудники Мелитопольского историко-краеведческого музея. Они обратили должное внимание на множество наскальных изображений внутри гротов и пещер Каменной Могилы. В 1934 году В. Н. Даниленко, в то время молодой сотрудник музея, руководивший раскопками на Каменной Могиле, написал несколько писем в Институт археологии АН УССР, добиваясь проведения более масштабных археологических работ. Фактически, В. Н. Даниленко открыл Каменную Могилу для современников. В 1936 году Каменная Могила была наконец-то включена в зону исследований Азово-Чёрноморской экспедиции Института археологии АН УССР, а в 1938 году уже стала основным объектом этой экспедиции. Возглавил экспедицию известный советский археолог О. Н. Бадер. Исследователи, главным образом благодаря усилиям Даниленко, открыли более 30 новых мест, содержащих изображения.
Работы продолжались только до 1941 года, так как были прерваны Великой Отечественной войной. Более того, руководитель экспедиции О. Н. Бадер (родом из Полтавской области Украины) был по происхождению немец, что послужило причиной его ссылки в Нижний Тагил. После войны О. Н. Бадер уже не смог вернуться на работу в западные районы СССР и работал в Перми, а исследования Каменной Могилы возобновились уже без него только в пятидесятые годы. К В. Н. Даниленко подключились Б. Д. Михайлов и М. Я. Рудинский, который открыл ещё 13 мест, содержащих изображения. В начале пятидесятых годов появились планы создать на территории Запорожской области Южноукраинское (Северокрымское) водохранилище. В результате строительства под водой должны были оказаться много археологических памятников в долине реки Молочной, в том числе и археологический памятник Каменная Могила. Однако строительство водохранилища так и остановилось на проектных и исследовательских работах — никаких упоминаний о строительстве плотины или земляных работах ученым найти не удалось. После смерти Председателя Совета Министров СССР Иосифа Сталина о «плане преобразования природы» постарались забыть: 27 мая 1953 г. Совет Министров СССР издал постановление о прекращении работ по Южно-Украинскому каналу. Городок, в котором жили археологи и ученые, переименовали в Мирное и разместили в нём воинскую часть. Исследователям удалось добиться для неё статуса заповедника. 7 июля 1954 года правительство УССР приняло соответствующее решение и выделило под заповедник 30 гектаров от земель колхоза им. Сталина. В начале семидесятых годов В. Н. Даниленко обнаружил ещё два интересных грота, а в конце восьмидесятых ещё несколько гротов обнаружил Б. Д. Михайлов. Во время Молочанской экспедиции ученым-археологам удалось исследовать 369 захоронений от эпохи бронзового века до средневековья. В 1986 году по инициативе Б. Д. Михайлова Совет Министров Украины и Запорожское областное управление культуры приняли решение о создании государственного историко-археологического музея-заповедника «Каменная Могила», первым директором которого и был назначен Борис Михайлов.
С 1940-х годов между исследователями не утихала дискуссия о датировке изображений памятника. Придерживавшиеся крайних точек зрения В. Н. Даниленко и М. Я. Рудинский умерли, оставшись каждый при своём мнении. Их основные монографии с одинаковыми названиями «Кам’яна могила» были опубликованы только посмертно( и). В 1994 году Каменную Могилу исследовал востоковед А. Г. Кифишин, предположивший, что в петроглифах Каменной Могилы есть следы протошумерской письменности. Это неожиданное предположение, справедливость которого остаётся под большим сомнением, вызвало жаркое обсуждение на страницах популярной прессы и привлекло к памятнику большое внимание.
Л. Г. Мацкевой считал, что мезолитические стоянки Каменная Могила и Фронтовое I в селе Фронтовое (Ак-Монайский перешеек Керченского полуострова) расположены в близких физико-географических условиях, имеют сходный кремнёвый инвентарь, а наличие домашнего быка в нижних слоях Каменной Могилы и в слое III Фронтового I подкрепляет гипотезу о доместикации быка в конце мезолита.

## Общий вид Каменной Могилы
- Каменная Могила, общий вид
- Каменная Могила, фрагмент вершины
- Камень со стертыми петроглифами
- Каменная Могила и речка Молочная
- Традиции

## Петроглифы
Каменная Могила содержит 87 гротов и пещер, в 65 из которых сохранились тысячи петроглифов — рисунков и символов. Хронология петроглифов охватывает огромный период от эпохи позднего палеолита до средневековья (от XXIV—XX тыс. лет до н. э. до X—XII веков н. э.).
Ни в самой Каменной Могиле, ни в непосредственной близости от неё не обнаружено человеческих поселений, которые можно связать с памятником. На основании этого исследователи делают вывод, что Каменная Могила использовалась исключительно в культовых целях, как святилище. Кроме этого, почти все изображения Каменной Могилы нанесены на внутренние поверхности каменных глыб, и их можно наблюдать только проникая внутрь гротов, лазов и пещер, что также свидетельствует об их предполагавшейся сакральности.
На некоторых изображениях сохранились следы красной краски, которой они были раскрашены в древности. Петроглифы нанесены небольшими камнями твердых пород, которые легко оставляли следы на мягком песчанике. Несколько таких кварцевых камней были обнаружены в процессе исследований.

### Петроглифы Каменной Могилы
- Панель №1
- Грот №9, панель № 3 (фрагмент)
- Панель №37/4, фрагмент с упряжкой быков (?)
- Панель №34а, «Плита следов»
- «Ползучий камень»
- Одно из немногих наружных изображений
- Плита №7, стелоподобное изображение

### Датировка
Отсутствие какого-либо дополнительного археологического материала и уникальность многих изображений Каменной Могилы вынудило исследователей пытаться датировать памятник исходя из различных трактовок самих петроглифов. (В некоторой близости к Каменной Могиле были выявлены палеотические, неолитические поселения, а также поселение эпохи бронзы, однако какой-либо непосредственной связи с самой Каменной Могилой обнаружено не было). В пятидесятые — семидесятые годы XX века развернулась жаркая дискуссия о датировке изображений палеолитом, неолитом и даже энеолитом. Палеотическую датировку отстаивал в основном В. Н. Даниленко и О. Н. Бадер (по крайней мере на ранней стадии исследований), М. Я. Рудинский и другие исследователи придерживались неолитической датировки. Дискуссия, по существу, свелась к тому, является ли один из самых крупных петроглифов изображением мамонта или быка (мамонт свидетельствовал бы в пользу палеолита, а бык в пользу неолита). Участники дискуссии умерли в семидесятые-восьмидесятые годы, оставшись при своих мнениях, продолжая, каждый по-своему, называть грот со спорным изображением «Грот быка» и «Грот мамонта».
Вместе с этим некоторые исследователи отмечали возможность использования святилища и в течение палеолита, а затем и во времена неолита, а некоторые отвергали такую возможность. В частности, М. Я. Рудинский обращал внимание, что в Каменной Могиле не обнаружено следов наложения новых изображений на старые, что свидетельствует скорее о нанесении петроглифов одной культуры в течение одной исторической эпохи. Не утихающая дискуссия о датировке памятника побудила некоторые справочники и энциклопедии называть Каменную Могилу «памятником мезолита», то есть датировать её петроглифы периодом между палеолитом и неолитом, что скорее всего ошибочно. Как показали исследования и находки Б. Д. Михайлова, древнейшие рисунки датируются эпохой палеолита (приблизительно XXIV—XX тыс. л. до н. э.). А именно, найдены рисунки, явно воссоздающие изображение мамонта, бизона, скульптурные изображения пещерного тигра, то есть животных эпохи позднего палеолита, проживавших на территории Северного Приазовья.
В 2016 году при раскопках мезолитического комплекса Каменная Могила I нашли камни с вырезанными изображениями головы змеи. Первый камень из жёлтого песчаника датируется периодом между 8300 годом до н. э. и 7500 годом до н. э., второй камень датируется приблизительно 7400 годом до нашей эры.

### Интерпретация

#### Традиционный подход
Среди изображений Каменной Могилы встречаются такие, которые перекликаются с петроглифами Швеции и Карелии. К таким изображениям относятся серии круглых лунок, «отпечатки» человеческих следов. Однако, основная масса петроглифов Каменной могилы уникальна в своём роде.
Многие изображения исследователи считают рисунками животных (быков, ланей), а также их комбинациями («упряжка быков», «животные в зарослях», «быки в позе самозащиты», «жертвоприношение человека и животного») и т. п. Остальные петроглифы традиционно интерпретируются как магические рисунки, используемые в обрядах, стимулирующих удачную охоту, рыбалку и т. п. Например, характерное для Каменной Могилы частое использование перекрещивающихся линий иногда трактуется как символ рыболовных сетей, изображение которых было предназначено для культового ритуала, способного принести удачу во время рыбной ловли. Внутри грота № 9 (Грота Быка или Мамонта) был обнаружен горизонтальный камень, который мог использоваться как жертвенник, что отчасти подтверждает подобные толкования. (Однако никаких археологических подтверждений использования камня как жертвенника обнаружено не было.)
Своеобразие основного корпуса петроглифов Каменной Могилы привнесло множество трудностей для попыток интерпретации: «Доминирование в составе наскальных изображений Каменной могилы линейно-геометрических композиций усложняет раскрытие сокрытых в них сюжетов».

#### Письменность
Нестандартный подход к интерпретации петроглифов предложил востоковед А. Г. Кифишин. Он исследовал Каменную Могилу в 1994—1996 годах и пришёл к выводу, что изображения представляют собой протошумерские надписи. А. Г. Кифишин считает, что расшифровал большинство известных изображений Каменной Могилы и приводит результаты своей работы в крупной монографии. Последовавшие за предположением А. Г. Кифишина различные высказывания общественных деятелей Украины вызвали широкий резонанс в СМИ и вытолкнули обсуждение работы А. Г. Кифишина из научных кругов на страницы популярной прессы. Исследования не были опубликованы в научной литературе, и дискуссия вокруг них велась главным образом в популярной печати. Украинский археолог и общественный деятель Шилов оценивал работу Кифишина с энтузиазмом, а известный российский востоковед И. М. Дьяконов, давний противник и оппонент методов Кифишина в шумерологии, по свидетельству газеты «Труд» называл их «бредом». 
Жесткую критику гипотезы Кифишина дал украинский историк И. Н. Рассоха. По мнению И. Н. Рассохи, большая часть надписей Каменной Могилы имеет прямые параллели с древними огамическими надписями Британских островов, германскими «ветвистыми» рунами, древнеславянскими «чертами и резами» и т. п., то есть может быть памятником древнейшей сакральной письменности эпохи индоевропейского единства, а именно среднестоговской культуры IV тыс. до н. э.

## Современное состояние
Хотя многие аналогичные памятники в целях сохранения укрываются специальными сооружениями (например Чатал-Хююк в Турции), Каменная Могила по-прежнему находится под открытым небом. Вместе с этим многие исследователи в течение XX века отмечали постепенное разрушение петроглифов. В настоящее время проведена консервация всех гротов и пещер, содержащих петроглифы.
В 1997 году с целью привлечения внимания общественности к Каменной Могиле здесь проводился Всеукраинский музыкальный фестиваль «У Каменной Могилы». Гостями фестиваля были Юрий Лоза и Аркадий Хоралов. Гран-при удостоен исполнитель собственных песен Виталий Лиходед.
В сентябре 2008 года указом президента Украины № 815/2008 заповеднику был присвоен статус национального. С этого времени его официальное название — Национальный историко-археологический заповедник «Каменная Могила». Археологический комплекс «Каменная Могила» претендует на включение в Список всемирного наследия ЮНЕСКО.
Также в заповеднике находится музей о находках в данном заповеднике. В экспозиции представлены находки от позднего палеолита (XX тыс. лет до н. э.) и вплоть до XIII века.

## Легенды о Каменной Могиле
Геологическая редкость таких образований, как Каменная Могила, способствовала распространению идеи об искусственном происхождении памятника. Даже Н. И. Веселовский, исследуя памятник в конце XIX века, посчитал его насыпным курганом. В народе существует несколько легенд о происхождении Каменной Могилы. Одна из них, о ссоре двух богатырей, которые кидали друг в друга скалы, имеет славянское происхождение. Другая, приводимая Б. Д. Михайловым, записана от ногайцев:

…Провинился чем-то богатырь Богур перед аллахом, и тот наказал богатыря: повелел вырвать руками из ближнего горного кряжа камни и сложить из них на берегу Молочной такой высоты гору, с которой во все стороны была бы видна степь. Исполняя веление аллаха, Богур рвал из кряжа громадные камни, переносил
их на себе и складывал один на другой в указанном аллахом месте. Для скорейшего исполнения работы он прибегнул к хитрости: неплотно складывал камни. Когда более чем наполовину работа была уже сделана, Богур, втаскивая глыбу, неосторожно оступился и провалился в умышленно оставленные им между камнями щели, завяз там и умер с голоду. Такое наказание постигло его за желание обмануть аллаха. После этого аллах повелел ветру засыпать песком все щели между камнями и закрыть тело богатыря Богура, кости которого и поныне находят ущемленными между камней; место же стало называться Камень-гора…